# 1964 en droit
Cet article présente les faits marquants de l'année 1964 en droit.

## Événements

### Avril
- 26 avril : le Tanganyika et Zanzibar fusionnent pour former la république unie de Tanzanie.
- 28-30 avril : charte de l'UAMCE (Union africaine et malgache de coopération économique).

### Juillet
- 10 juillet : référendum constitutionnel congolais. Moïse Tshombe, forme un gouvernement de salut public au Congo-Léopoldville.

### Août
- 1er août : promulgation de la première Constitution de la république démocratique du Congo, dite « Constitution de Luluabourg ».

### Dècembre
- 8 décembre : à l'âge de 38 ans, Suzanne Challe devient la plus jeune conseillère de France pour une cour d'appel.